# Felicitas Heimann-Jelinek

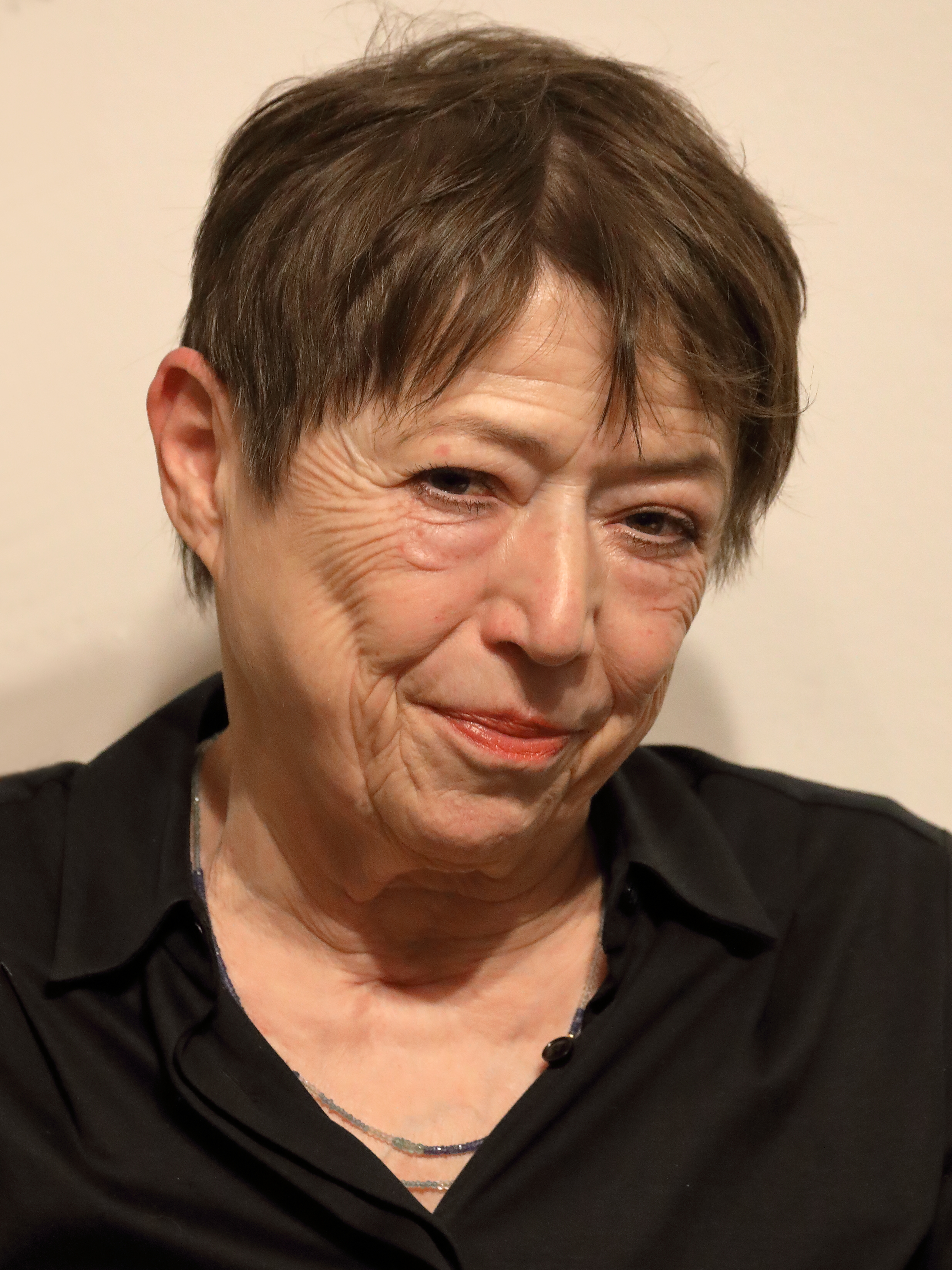
Felicitas Heimann-Jelinek (2020)

Felicitas Heimann-Jelinek (geboren 1954) ist eine deutsche Judaistin und Kunstwissenschaftlerin, die als Kuratorin und Beraterin für Museen tätig ist. Von 1993 bis 2011 war sie Chefkuratorin des Jüdischen Museums der Stadt Wien. In öffentlichen Vorträgen und in ihrer wissenschaftlichen Arbeit setzt Heimann-Jelinek sich mit Fragen der Darstellung jüdischer Kunst, Geschichte und Identität auseinander. 2018 erhielt sie die Franz-Rosenzweig-Gastprofessur der Universität Kassel.

## Leben

### Ausbildung
Heimann-Jelinek studierte von 1974 bis 1976 an der Rheinischen Friedrich-Wilhelms-Universität Bonn Germanistik und Literaturwissenschaft. Daran anschließend absolvierte sie von 1977 bis 1978 ein Studium der Orientalistik an der Hebräischen Universität Jerusalem. Ab 1978 führte sie ihre Studien der Judaistik, Orientalistik und Kunstgeschichte an der Universität Wien fort. 1984 promovierte sie auf dem Gebiet der Judaistik und Kunstgeschichte an der Universität Wien.

### Beruf
Von 1980 bis 1985 arbeitete Heimann-Jelinek am Forschungsprojekt Illustrierte und illuminierte Hebräische Handschriften mit.
Dieses Projekt wurde von Kurt Schubert geleitet und über den Fonds zur Förderung der wissenschaftlichen Forschung finanziert.
In den Sommermonaten der Jahre 1982, 1983 und 1984 arbeitete sie im Jüdischen Museum Eisenstadt.
Sie nahm dort organisatorische Aufgaben war und machte Führungen.
Von 1987 bis 1988 war sie Gastkuratorin am Jüdischen Museum Frankfurt am Main.
Von 1993 bis 2011 war Heimann-Jelinek Chefkuratorin am Jüdischen Museum Wien.
Während dieser Zeit arbeitete sie auch von 2004 bis 2007 als Teilzeit-Gastkuratorin am Spertus Museum in Chicago.
Außerdem nahm sie im Jahr 2009 die Aufgabe der Co-Vorsitzenden der Arbeitsgruppe Judaica and Jewish Cultural Property (Judaica und jüdisches kulturelles Eigentum) war.
Diese Arbeitsgruppe sollte die Terezin Declaration der Vermögenskonferenz der Holocaust-Ära in Prag vorbereiten.
Seit 2011 ist Heimann-Jelinek freiberufliche Kuratorin.
Von 2011 bis 2013 entwickelte und leitete sie das Keter-Programm der Rothschild-Foundation-Hanadiv-Europa in der Ukraine.
Seit 2014 ist sie Direktorin des Curatorial Education Program der Association of European Jewish Museums.
Von 2014 bis 2016 war sie nochmal Gastkuratorin am Jüdischen Museum Frankfurt.
Daneben erfüllte Heimann-Jelinek in den Jahren 1995 bis 2017 verschiedene Lehraufträge an den Universitäten Wien, Heidelberg und Zürich.
Für das Sommersemester 2018 hatte sie die Franz-Rosenzweig-Gastprofessur an der Universität Kassel inne.
Außerdem leitete sie viele Weiterbildungsprogramme und Workshops an verschiedenen jüdischen Museen in Deutschland, Österreich, London, Amsterdam, Budapest, Jerusalem, Izmir und Venedig.

## Ausstellungen, Vorträge, Beratertätigkeit, Mitgliedschaften
In den Jahren 1984 bis 2018 veranstaltete Heimann-Jelinek mehr als 40 Ausstellungen zu den Themen Judentum, jüdische Kunst und Kultur.
Diese Ausstellungen fanden in verschiedenen jüdischen Museen und Synagogen in Deutschland, Österreich, Ungarn, New York, Chicago und Tel Aviv statt.
Außerdem wurde Heimann-Jelinek zu zahlreichen Tagungen im In- und Ausland eingeladen, auf denen sie Vorträge zu den Themen Judentum, jüdische Kunst und Kultur hielt.
Heimann-Jelinek war als Beraterin und Gutachterin für verschiedene europäische jüdische Museen tätig.
Unter anderen ist Heimann-Jelinek seit 2003 im wissenschaftlichen Beirat des Jüdischen Museums Hohenems/Vorarlberg, seit November 2012 Ehrenmitglied der Association of European Jewish Museums und Mitglied der wissenschaftlichen Beiräte des Jüdischen Museums Franken, Fürth und Schnaittach, von MiQua. LVR-Jüdisches Museum in Archäologischen Quartier in Köln, dem Jewish Museum and Tolerance Center, Moscow sowie dem Izmir Project.

## Auszeichnungen
- 2023: Moses Mendelssohn Medaille[5]

## Werke (Auswahl)
- Was übrig blieb: das Museum Jüdischer Altertümer in Frankfurt 1922–1938, Frankfurt am Main, 1988
- Spharadim – Spaniolen. Die Juden in Spanien bis 1492 – die sephardische Diaspora, zusammen mit Kurt Schubert, Österreichisches Jüdisches Museum, 1992, ISBN 978-3900907037
- Hier hat Teitelbaum gewohnt: ein Gang durch das Jüdische Wien in Zeit und Raum / Idee und Konzeption, 1993, Vienna: Jewish Museum
- Die Frankfurter Pessach – Haggadah. Faksimile und Kommentarband, zusammen mit Johannes Wachten, Propyläen Verlag, 1997, ISBN 978-3549066836
- Shavua Tov! Eine gute Woche! Jüdische Türme aus Schwäbisch Gmünd, zusammen mit Monika Boosen, William L. Gross, Gabriele Holthuis, Annette Weber, Paul Spiegel, Museum und Galerie im Prediger Schwäbisch Gmünd, 2001, ISBN 978-3980729734
- The Keter Programme: Understanding and Caring for Judaica Collections in Ukrainian Museums, zusammen mit Michaela Feurstein-Prasser, Vita Susak, Pavlo Hrytsak (Übersetzer), Mayhill C. Fowler (Übersetzer), Rothschild Foundation (Hanadiv) Europe, 2012, ISBN 978-0957549104
- Die ersten Europäer: Habsburger und andere Juden, zusammen mit Michaela Feuerstein-Prasser, Mandelbaum, 2014, ISBN 978-3854764397
- Die weibliche Seite Gottes, zusammen mit Michaela Feuerstein-Prasser, Bucher Verlag GmbH, 2017, ISBN 978-3990184066